# ولادیمیر آندریف (ورزشکار)
ولادیمیر آندریف (روسی: Владимир Васильевич Андреев؛ زادهٔ ۷ سپتامبر ۱۹۶۶ – ۱۶ آوریل ۲۰۲۴) ورزشکار دو و میدانی اهل روسیه بود.